# Ofensiva de Prússia Oriental
L'Ofensiva de Prússia Oriental va ser una ofensiva de l'Exèrcit Roig en la seva lluita contra la Wehrmacht al Front Oriental de la Segona Guerra Mundial. Es va estendre des del 13 de gener fins al 25 d'abril de 1945. La batalla de Königsberg va ser part de l'ofensiva. L'ofensiva acabà amb una victòria total per a l'Exèrcit Roig i la rendició dels defensors alemanys del Grup d'Exèrcits Centre.

## La primera ofensiva
S'ha de remarcar que el que comunament es coneix com l'Ofensiva de la Prússia Oriental de fet va ser la Segona Ofensiva de la Prússia Oriental. La primera, també coneguda com a l'Operació Goldap-Gumbinnen tingué lloc entre el 16 i el 30 d'octubre de 1944, i va ser conduïda pel 3r Front de Belarús sota les ordres del General Ivan Txerniakhovski. Les forces soviètiques van patir greus pèrdues, per uns guanys territorials mínims, i l'ofensiva va ser posposada fins a l'arribada de reforços.

## La segona ofensiva
En un inici l'operació va ser conduïda pel 3r Front de Belarús del general Txerniakhovski, que va morir en acció durant l'operació. Va ser succeït al comandament pel General Vassilevski. Entre el 13 de gener i el 10 de febrer de 1945 el 2n Front de Belarús del Mariscal Rokossovsky també va participar de l'ofensiva, abans de ser desviat per conduir l'Ofensiva de la Pomerània Oriental, juntament amb el 1r Front de Belarús, en direcció oest. Ambdós fronts sumaven prop d'1,6 milions d'homes, i van tenir unes baixes de prop de 580.000 (morts, ferits i desapareguts) durant l'operació. De l'1 de març al 4 d'abril, el 1r Front de Belarús contribuí amb 360.000 homes i patí 52.000 baixes a l'Operació de la Prússia Oriental.
Un motiu per les grans pèrdues va ser l'existència de fortificacions a les ciutats i a les fronteres, usades de nou per la Wehrmacht.